# دبرا برکس
دِبْرا ال برکس پزشک و دیپلمات اهل ایالات متحده آمریکاست که متصدی پاسخگویی درباره کروناویروس در کاخ سفید است. او از سال ۲۰۱۴ سفیر سیار و مسئول هماهنگی جهانی ایدز ایالات متحده است.